# The Football Association

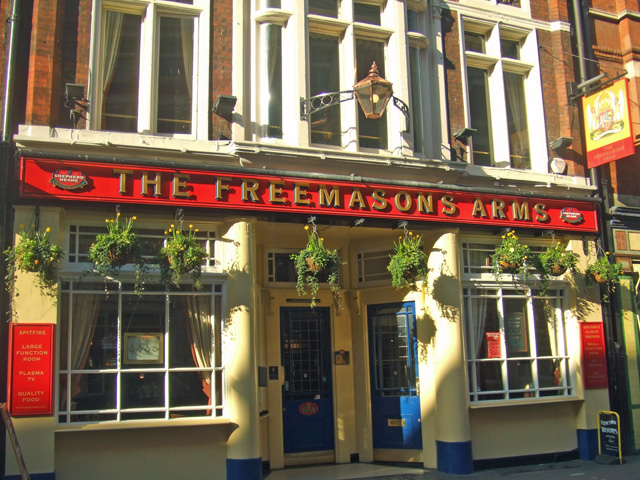
Místo založení asociace

The Football Association (Fotbalová asociace, zkráceně FA) je nejvyšším řídícím orgánem anglického fotbalu. Vznikla v roce 1863 jako první národní fotbalový svaz na světě, proto na rozdíl od ostatních nepoužívá ve svém názvu upřesňující označení státu. Sídlí na stadionu Wembley v Londýně, jejím znakem je bílý štít se třemi modrými lvy, deseti červenými růžemi a nápisem The FA. Pod její vedení spadá anglická fotbalová reprezentace, jako člen Mezinárodního olympijského výboru také zřizuje britskou fotbalovou reprezentaci, která se účastní pouze olympijských her.

## Založení
Rozvoj fotbalové hry ve druhé polovině 19. století přinesl potřebu zastřešující organizace, která by pořádala zápasy a stanovila jednotná pravidla. Proto se 26. října 1863 v restauraci Freemasons Tavern na Great Queen Street sešli zástupci jedenácti londýnských klubů (Barnes Club, Civil Service FC, Crusaders FC, Forest of Leytonstone, N.N. Club, Crystal Palace FC, Blackheath FC, Kensington School, Perceval House, Surbiton FC a Blackheath Proprietary School), které vytvořily fotbalovou asociaci, předsedou zvolili Arthura Pembera a tajemníkem E. C. Morleyho. Jediným dosud fungujícím ze zakládajících klubů je Civil Service FC; Crystal Palace zanikl, ale jeho název a hřiště převzal Crystal Palace FC, založený roku 1905.

## Arbitr pravidel
Členové asociace vytvořili závazná pravidla hry. Dohodli se mj. na zákazu nosit ve hře míč; kluby, které to nepřijaly, vytvořily v roce 1871 ragbyovou organizaci Rugby Football Union. Hře podle pravidel asociace se začalo říkat association football nebo zkráceně soccer, což se používá hlavně v zámoří pro odlišení od amerického nebo australského fotbalu. První oficiální zápas podle pravidel asociace se hrál 19. prosince 1863, Barnes Club a Richmond FC se rozešly s výsledkem 0:0.

## Na mezinárodní scéně
V roce 1884 byl založen mezinárodní orgán pro úpravu fotbalových pravidel International Football Association Board, v němž má FA tradičně garantováno jedno z osmi křesel. Do FIFA vstoupili Angličané v roce 1905, rok po jejím založení. V roce 1920 z ní společně se Skotskem, Walesem a Irskem vystoupili na protest proti tomu, že FIFA ze svých řad nevyloučila Ústřední mocnosti. V roce 1924 se vrátili, ale před olympiádou 1928 došlo k další roztržce. V Anglii byl tehdy už striktně oddělen profesionální a amatérský fotbal, kdežto v ostatních zemích si kluby nemohly dovolit vyplácet hráčům dost peněz, aby to stačilo na obživu, poskytovaly jim však náhrady cestovného a ušlé mzdy. Britové tvrdili, že takoví fotbalisté nejsou žádní amatéři a nemají právo startovat na olympiádě, byli však přehlasováni, načež vystoupili z FIFA a bojkotovali olympijský turnaj. Do světové fotbalové organizace se vrátili roku 1946 a v roce 1950 poprvé startovali na mistrovství světa. V roce 1954 se The Football Association stala také členem UEFA.

## Fungování organizace
Čestnou funkci prezidenta FA zastává tradičně příslušník královské rodiny, od roku 2006 je jím princ William, vévoda z Cambridge. Praktické záležitosti řeší výkonný předseda, kterým je od roku 2013 Greg Dyke. Členy organizace jsou všechny profesionální kluby v Anglii. Roční obrat FA činil v sezóně 2013/14 rekordních 332 milionů liber. Nejdůležitější soutěží, kterou asociace řídí, je FA Cup, založený roku 1872. Premier League je od roku 1992 finančně nezávislá, FA však vybírá její vedení a dohlíží na dodržování pravidel hry. Jsou jí také podřízeny County Football Associations, řídící lokální soutěže. Přidruženými členy FA jsou Fotbalová asociace Jersey, Fotbalová asociace Guernsey a Fotbalová asociace ostrova Man.